# 霍拉肖·波尔特
霍拉肖·波尔特（英語：Horatio Poulter，1877年10月29日—1963年8月30日），英国男子射击运动员。他曾代表英国参加1912年夏季奥林匹克运动会射击比赛，获得男子团体30米手枪和男子团体50米手枪铜牌。